# Peter Kleibrink
Peter Kleibrink, nemški rokometaš, * 12. april 1951.
Leta 1976 je na poletnih olimpijskih igrah v Montrealu v sestavi nemške rokometne reprezentance osvojil četrto mesto.